# Magnus Wester

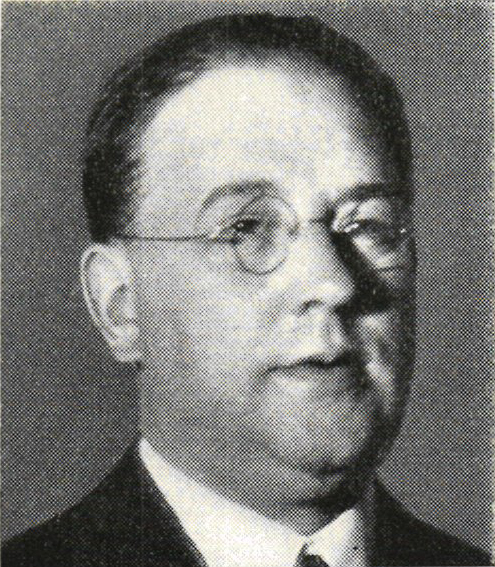
Magnus Wester, cirka 1935.

Magnus Valentin Wester, född 25 oktober 1887 i Stockholm, död 30  maj 1939 i Stockholm, var en svensk journalist, tecknare och träsnittare.
Han var son till tidningsmannen Anders Magnus Wester och Sophia Margareta Rondahl och gift första gången med Bertha Erika Pantzar och andra gången med Maja Sjögren. Efter studier vid läroverket i Filipstad och Tekniska skolan i Stockholm 1902–1904 studerade han vid Althins målarskola 1904–1905. Han var därefter verksam som tecknare i Stockholms-Tidningen, Hvar 8 dag, Nya Nisse och Puck. Han var anställd som journalist vid Göteborgs Handels- och Sjöfartstidning 1907–1908 i Aftontidningen 1909–1918, Aftonbladet 1918–1922 och från 1929 i Göteborgs Morgonpost. Han utgav tidskriften Göteborgs-Nisse 1908 och arbetade som reklamexpert 1909–1910 och slutligen som konstkritiker i Svenska Morgonbladet från 1939. Han utgav även en del skrifter bland annat Konsthantverket i fara 1923. Hans konst består förutom illustrationer till de tidningar han arbetade vid av landskapsmålningar i olja eller akvarell.